# Ojos-Albos
Ojos-Albos település Spanyolországban, Ávila tartományban. Ojos-Albos Ávila, Mediana de Voltoya, Tolbaños és Santa María del Cubillo községekkel határos. Lakosainak száma 96 fő (2024).

## Népesség
A település népessége az utóbbi években az alábbiak szerint változott:
| Lakosok száma | 60   | 58   | 59   | 65   | 63   | 64   | 67   | 82   | 82   | 96   |
|               | 2001 | 2004 | 2006 | 2009 | 2011 | 2014 | 2016 | 2019 | 2021 | 2024 |